# 観光
観光（かんこう、英: sightseeingあるいはleisure travel、仏: tourisme、独: Fremdenverkehr）は、一般的には楽しみを目的とする旅行全般（観光旅行）を指し、狭義には他の国や地方を訪ね、風景・史跡・風物などを見聞したり体験することを指す（この意味に限定する際は「観光行動」という）。広義には、人々による観光行動および、関連する事象を含めた社会現象を指す場合もある（この意味に限定する際は「観光現象」という）。

## 概説

### 概念の変遷、用語（狭義・広義）

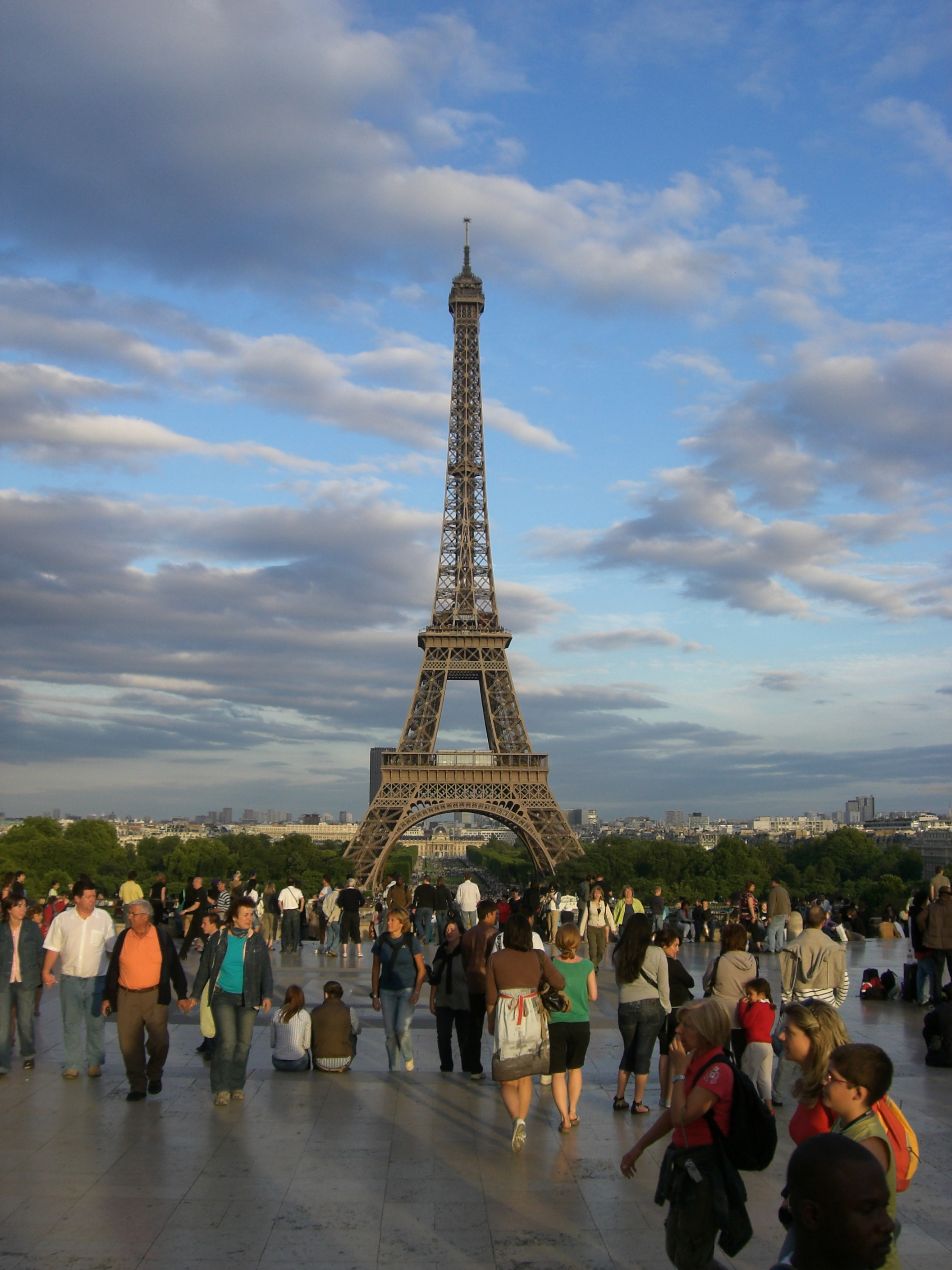
パリのエッフェル塔を訪れる人々（2007年）

観光の定義は時代とともに変遷し、識者の間でも見解が異なっている。
もともとは「日常の生活では見ることのできない風景・風俗・習慣などを見て回る旅行」を意味したが、旅行が安全になり快適になるにつれて「楽しみのための旅」全般を指す言葉として広く使用されるようになっている。
現在、ごく一般的な意味の「観光」（つまり「（人々による）観光行動」を指す言葉としての「観光」）は、「人々が気晴らしや休息ならびに見聞を広めるために（※）、日常生活では体験不可能な文化や自然に接する余暇行動である」と規定することができる。
（※）「〜のために」は目的を示している表現であり、一般的な定義文としてはこれが妥当、無難ではある。ただし補足説明をしておくと、観光のなかには、一部ではあるが、ダークツーリズムのように「悲しみ」の感情に焦点をあて動機になっているような、つまり単純な娯楽が目的ではない場合もある。また、昔は単に「見るだけ」「聞くだけ」というタイプの観光が多かったが、ここ数十年ではニューツーリズムという用語・概念が用いられるようになっており、（ただ何かを「見る」「聞く」だけの旅ではなく）体験を重視した旅などが模索されている。つまり自分の身体を動かして実際に何かを行うような観光も広まってきている。
また、「観光」という用語は広義には（まれには）、「人々の観光行動」によって生起する社会現象も指す。つまり人々による「観光行動」に加えてそれに関連する諸事象を含めて社会現象としての「観光現象」まで指すこともある。（このような特殊な意味だとはっきりさせる場合は、最初から「観光現象」という。）
日本国政府諮問機関による公式な定義は、#日本の観光政策を参照のこと。

### サイトシーイングとツーリズム
関連性が高い英語としては、サイトシーイング(英: sightseeing)とツーリズム(英: tourism)があるが、後述するとおり日本語の「観光」とは語源が異なるため完全には対応しない。

#### サイトシーイング
サイトシーイングは「現地の名所を訪れる活動」などと定義される。日本での観光概念と親和性が高いとされるが、ごく狭義のものを指しているにすぎず、単なる物見遊山にとどまらなくなった今日の観光形態を網羅しているとは言い難い。

#### ツーリズム
英語のツーリズム（英: tourism)は「関心を持たれる場所を訪れるための商業的な組織や運営」などと定義される。英語tourは、轆轤を意味するラテン語のターナス（羅: tornus）を語源としており、各地を旅行して回ること（巡回旅行）を指す用語として生まれた語であることからも、内容や目的ではなく旅行の態様を重視する側面があり、商業主義の彩色が強いとされる。したがって英語のtourismは日本語の「観光」とは別概念なので、日本語の「観光」を英語に翻訳する場合はtoursimを用いず、leisure travelなどと訳すことが多い。
一方、フランス語の仏: tourisme（カタカナ表記はトゥリスムやツーリスムなど）の定義は「楽しみのために旅をしたり場所を訪れること」とされ、日本での観光の概念に近いといえる。
（日本語には英語もフランス語も流入し、どちら起源の言葉も外来語として使われているので、外来語の「ツーリスム」が本当は英語由来の意味で使っているのか、フランス語由来の意味で使っているのか、人によって異なり、混乱している。また英語圏でフランス語を借用することも行われるので、そうした深い次元でも意味が錯綜する。）
ツーリズムを観光の上位概念とする解説もあり、目的地での永住や営利を目的としない日常生活圏を一時的に離れる旅行全般及びそれに関連する事象とするものや、通勤・通学以外のすべての旅行がツーリズムであるとするものもある。（フランス語の定義に近いことをいっている）
ツーリズムの定義については日本国外でも意見が分かれており、ビジネス目的も含む旅行全般を指すとするものと、レクリエーションの一形態であるとするものに大別される。
国連の専門機関である世界観光機関(UNWTO)などの国際機関は、ツーリスト（英: tourist）を「個人が普段生活している環境、訪問地における雇用を除く、一年未満のビジネス、レジャー及びその他のあらゆる目的で訪問地を一泊以上滞在した者」などと定義している。

## 歴史

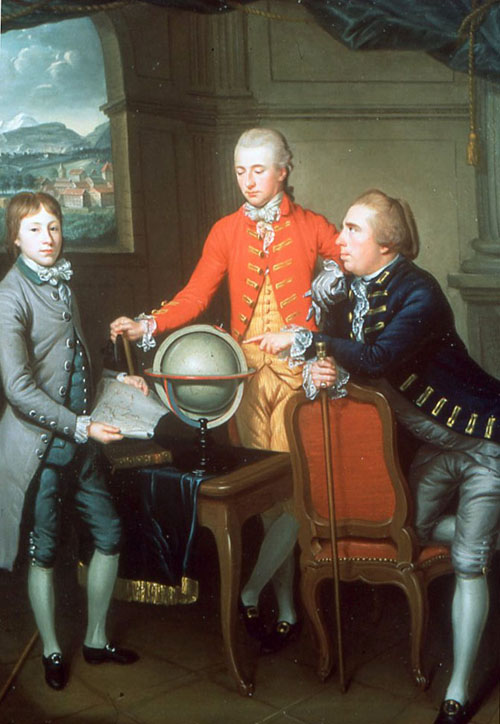
第8代ハミルトン公爵のグランドツアー

古代において、苦痛で危険なものであった旅は、必要に迫られて行うものが大部分で、楽しみや好奇心を満たすためだけの旅は殆ど行われていなかったと考えられる。しかしながら、エジプトのジェセル王のピラミッド付近の小神殿からは紀元前1244年に相当する日付とともに書紀の兄弟が観光旅行をしていたことを記した落書きが発見されているなど、観光を主たる目的とする旅が既にこの頃から存在していたことが伺われる。古代ギリシャ・ローマにおいても、古代オリンピックの観戦、神々を祀る神殿への参詣や名所旧跡を訪ねる旅が行われていたが、それらの担い手は裕福な特権階級に限られていた。
古来から行われていた観光の形態の一つとしては聖地への巡礼の旅が挙げられる。例えば、スペインでは世界各国からサンティアゴ・デ・コンポステーラへの巡礼者を1000年以上にわたって受け入れてきた歴史がある。
近世に入ると、ヨーロッパ各地を周遊する教育の旅（グランドツアー）を師弟にさせることがイギリスの貴族・ジェントリ層で流行した。当時は治安が悪く道中には海賊や強盗が跋扈していたうえに、国際紛争が頻発しており、現地の売春や賭博で身を持ち崩す者も多数いたが、旅によって得られる経験とその後のキャリアは危険を補って余りあるものであった。また産業革命による経済成長に合わせて温泉地や海浜での夏季滞在も行われるようになり、格別の用務のない自発的な旅行が上流社会で定着していった。これらの社会現象がツーリズムの萌芽であるとされる。
ツーリズムという言葉が登場したのは1811年のことで、『Sporting Magazine』に掲載されたのが始まりであるとされる。興味本位での見物行為が知識人の顰蹙を買っていたのか、当時は侮蔑的ニュアンスを含んでいたという。
近代に入ると欧米の若者たちにもファッションとして普及し、蒸気機関による海上・陸上の交通が発達するに連れて行き先も世界各地に及ぶようになった。1840年代にイギリス人トーマス・クック（トーマス・クック・グループの創業者）が鉄道を利用したパッケージツアーを始めたのが、旅行産業の誕生であるとされる。

## 日本における観光の歴史

### 前史

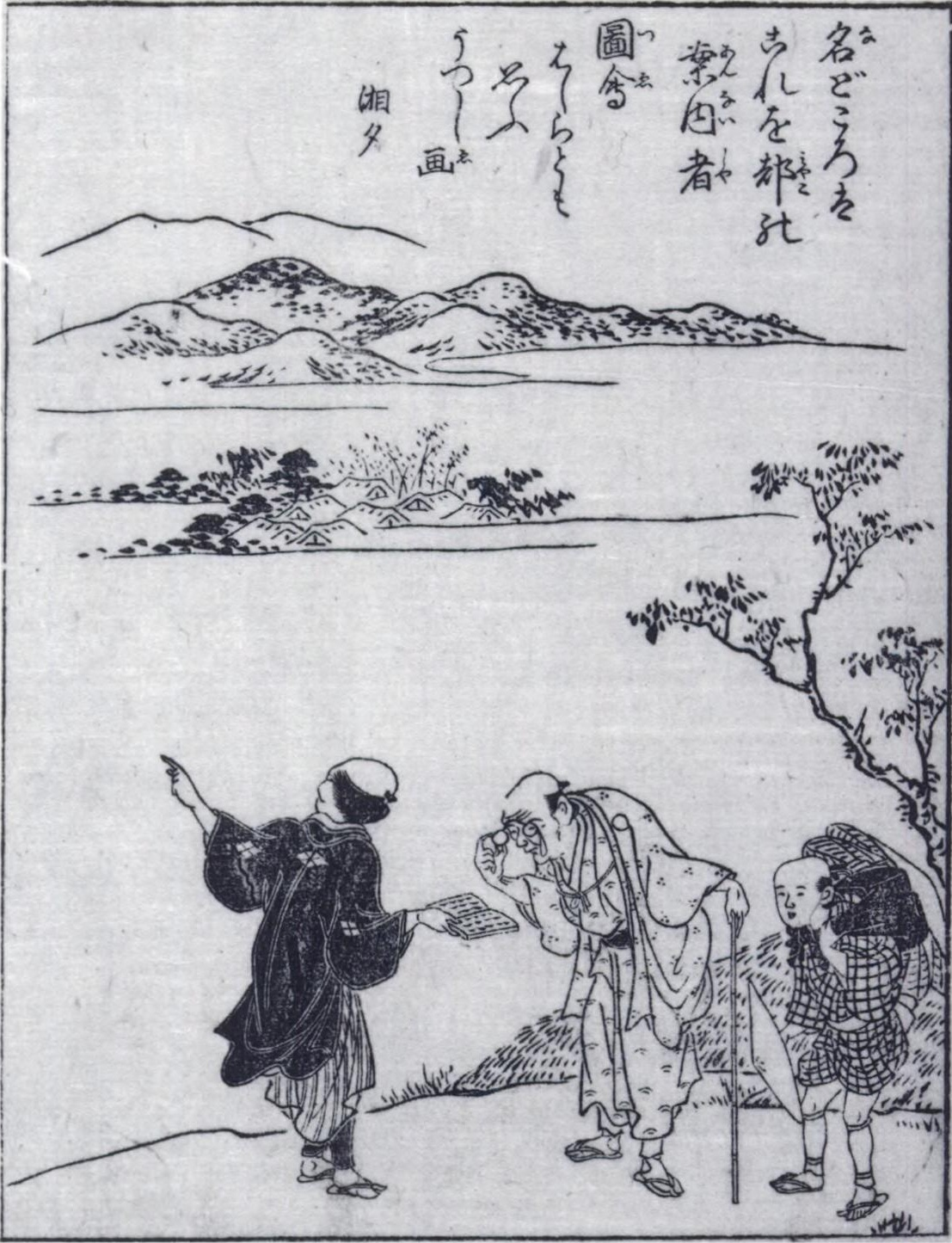
『拾遺都名所図会』(1787)

日本では律令国家成立後に五畿七道の行政区画と駅伝制が導入され、整備された街道を通じて古くから人々の往来が行われていた。
中世には富と権力を手に入れた上皇や貴族らにより平安京から南都七大寺への参拝が行われるようになったのを皮切りに、神社仏閣への巡礼が行われるようになった。
近世に入り社会が安定した江戸時代中期以降、江戸幕府や諸藩は信仰や医療を目的とした旅を容認していたことから、伊勢神宮への参詣が身分を超えて広がり、講の代表者が参拝を行う代参講や集団で伊勢を目指すお蔭参りが定着した。それらは次第に名所巡りや飲食を楽しむ旅へと変容し、「旅」「行旅」「遊山」などと呼ばれた。寺社や景勝地を紹介した各地の名所図会や、『東海道中膝栗毛』のような旅行文学も刊行された。

### 「観光」という用語の登場

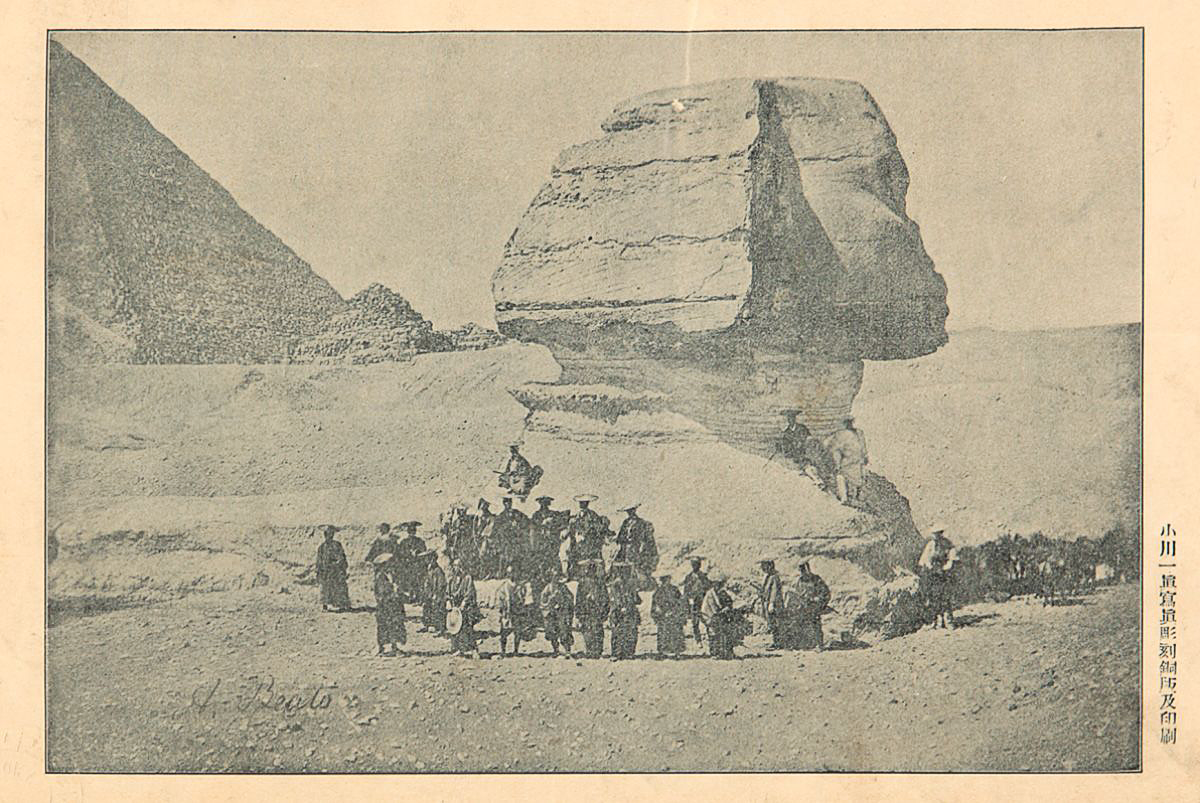
ギザの大スフィンクス前で記念撮影する横浜鎖港談判使節団

古代中国の書物である『易経』に「観国之光，利用賓于王（国の光を観る、用て王に賓たるに利し）」との一節があり、「観光」はこれを略した成句であるというのが定説である。したがって、明治期に西洋から輸入された多くの概念が和製漢語に当てはめられ理解されていったのに対し、観光という言葉そのものの起源は東洋にあるということになる。
「観光」という用語の使用が確認できる最も古いものは、1855年にオランダから江戸幕府に献上された洋式軍艦「観光丸」である。誰がどのようにしてこの艦名をつけたのか明らかになっていないが、珍しさや誇らしさを表したり「国の威光を海外に示す」という意味が込められていたと考えられる。また、明治時代初めの米欧使節団を率いた岩倉具視は、報告書である『米欧回覧実記』冒頭に「観」「光」と揮毫している。岩倉は後に、東京奠都により衰退した京都の経済再生の一環として、洋風迎賓館を建てて外国の賓客をもてなすことを政府に献策している。なお、「観」という漢字には「示す」という意味もあり、「外国の要人に対して国の光を誇らかに示す」という意味も込められているとする説もある。
このほかに佐野藩の藩校「観光館」や国産品奨励を目的として設立された「観光社」など固有名詞の中での使用例があるが、用語として広く普及したとは言い難い。

### 観光の変遷

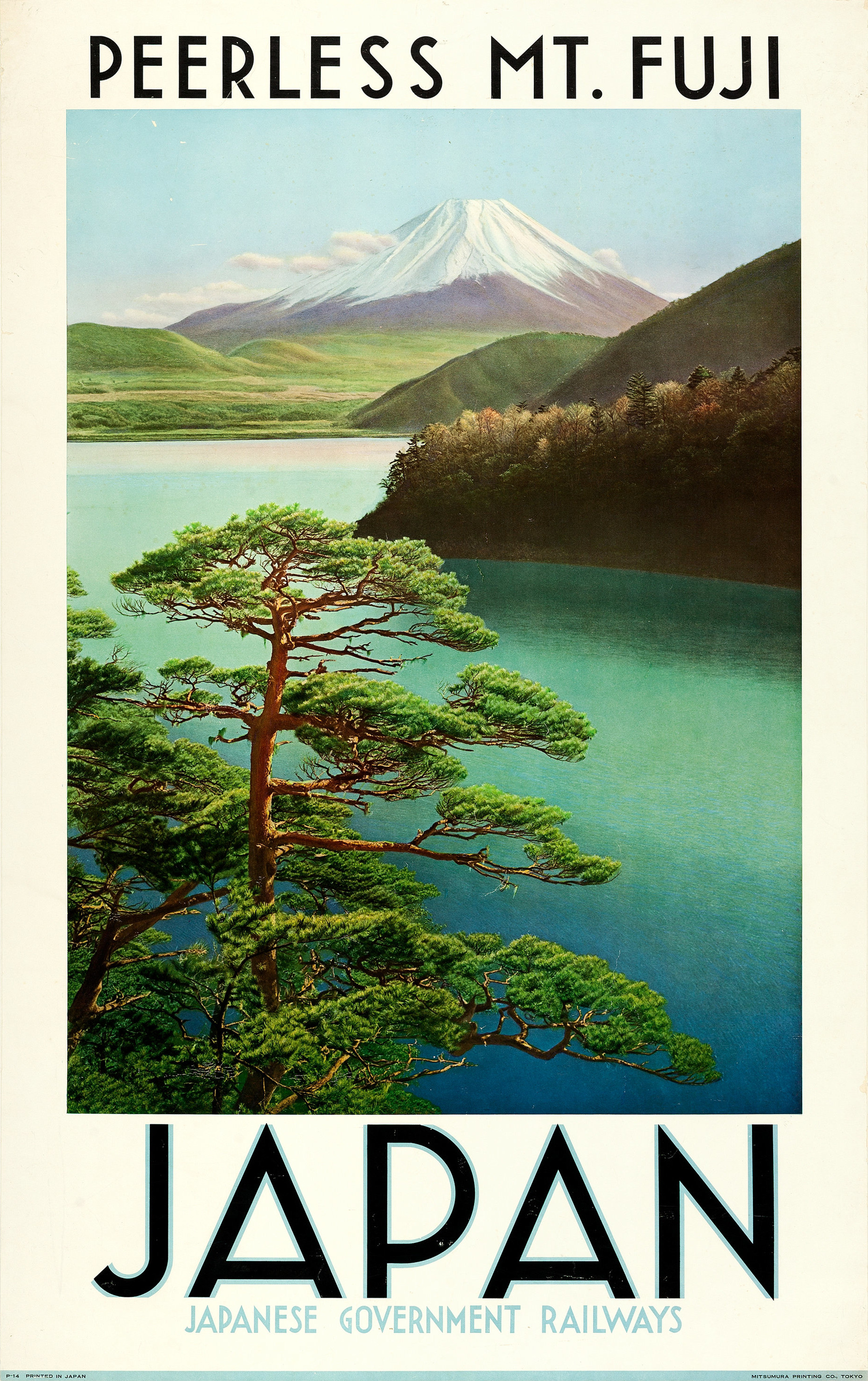
鉄道省のポスター（1930年代）

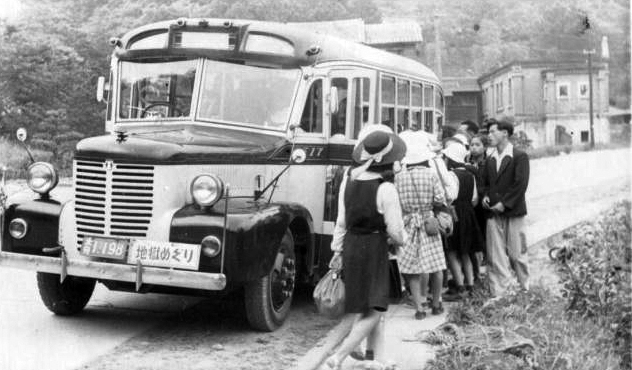
遊覧バスでの別府地獄めぐり（1950年代）

1872年の日本の鉄道開業以降、各地で鉄道のネットワークが広がってゆき、これにより国内旅行が盛んになるが、このころは「遊覧」や「漫遊」の語が使われるのが一般的であった。1886年に東京府師範学校が「長途遠足」を開始し、内国勧業博覧会の開催などとも合わせて修学旅行が促進された。1905年には鉄道を利用して高野山と伊勢へ参詣するパッケージツアーが南新助（日本旅行の創業者）によって始められている。
1893年、渋沢栄一と益田孝の旗振りにより、日本で始めて外客誘致に取り組んだ民間団体である喜賓会（英: Welcome Society）が設立され、設立目的に「旅行の快楽、観光の便利に」が掲げられた。喜賓会は1912年にジャパン・ツーリスト・ビューローとなり、日本交通公社の前身となっている。
1923年・1924年ごろにはアメリカ移住団の祖国訪問について「母国観光団」と大々的に新聞報道されており、観光の語が現代的な意味として一般に認知されるようになったのはこの頃からともいわれる。
濱口内閣は、元帝国ホテル副支配人で熱海ホテル経営者の岸衛の働きかけを受け、外貨獲得のための外客誘致事業を目的とした機関の設置を決定した。これが1930年4月24日付け勅令83号によって創設された鉄道省の外局「国際観光局」である。名称の候補には「観光局」「国際局」「外客誘致局」などがあったが、当時の鉄道大臣江木翼により決定された。なお、英文名はBoard of Tourist Industryとなっており、ツーリズムの語を用いず、国際にあたる表示もなされていない。
「観光」の語は原典を紐解くとアウトバウンドを指すものとも解釈できるが、このように戦前の「観光」を冠する事業はインバウンドを中心としたものであった。
国内旅行も包含した今日の意味合いでの「観光」が定着したのは、マスツーリズムが到来した1960年代以降であるとする指摘もある。宮崎バス（現・宮崎交通）が、「名勝」「遊覧」といった表現が享楽性を連想させるとして、戦中戦後に「参宮」「観光」へ名称変更した事例が報告されている。
庶民に普及した当初は観光に行くことそれ自体が贅沢でありステータスであったが、観光が身近な存在になるに連れて「どこに行くのか」「何をするのか」が次第に重視されるようになっていく。

## 観光業者とその業務（ツーリズム）

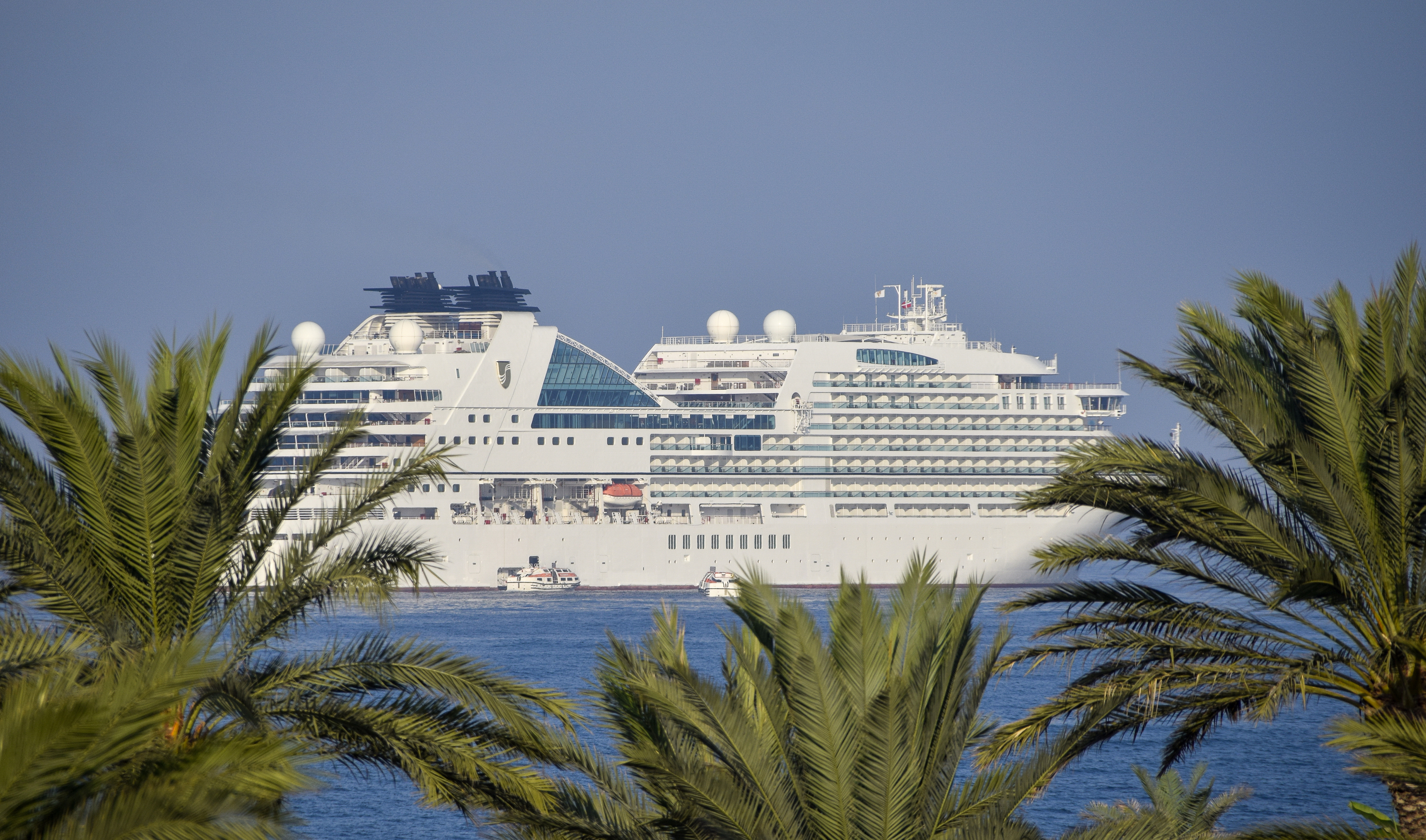
大型のクルーズ客船（2021年）

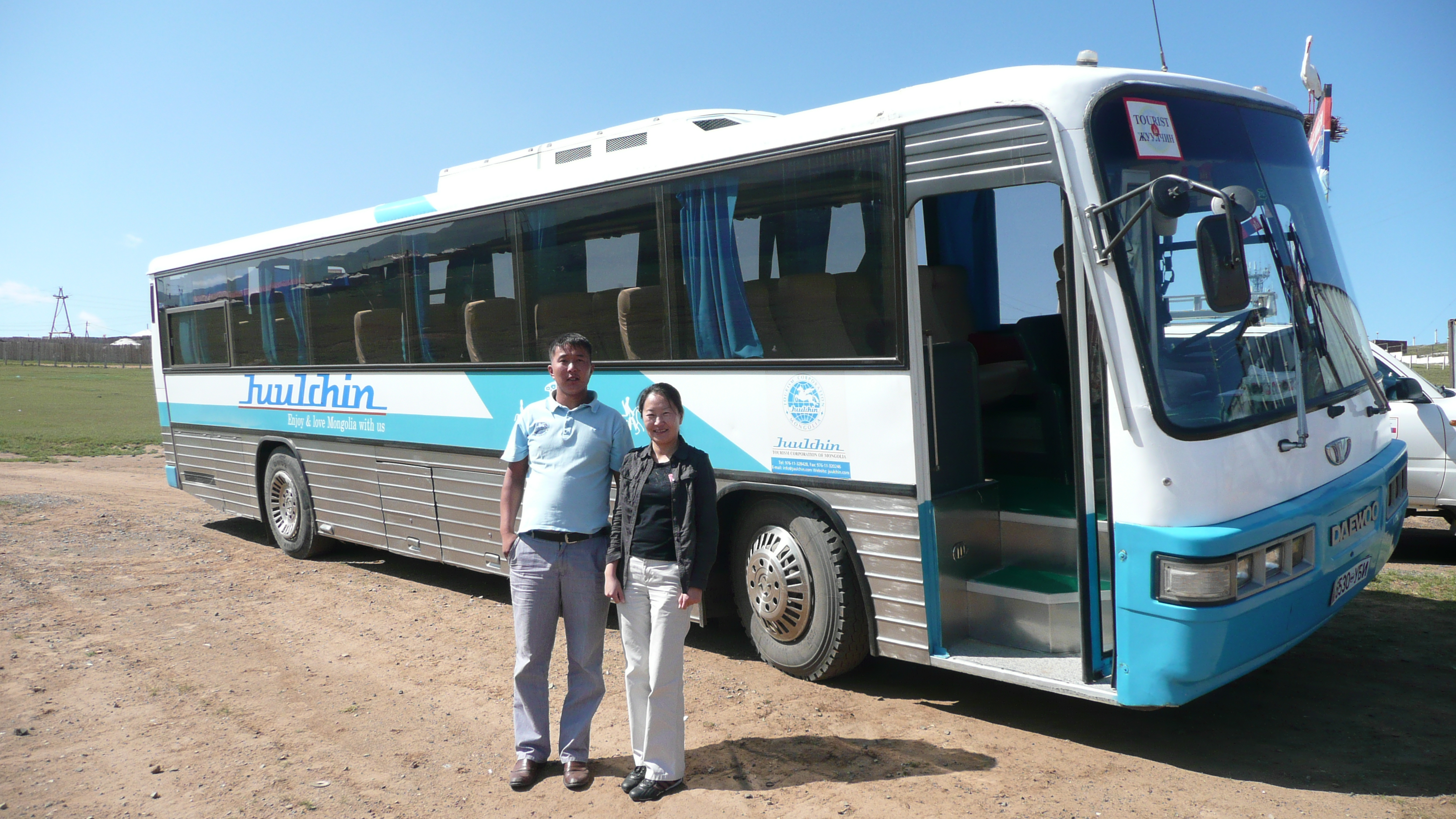
モンゴルの観光バス（2009年）

観光業者の間では、ツーリズムという言葉は自分たちの業務や組織運営や組織を指す言葉である。彼ら自身を指しているのである。昔は、物見遊山的なバスツアーなどを提供していればよかったが、近年では人々はそういったサービスでは満足しないので、近年の観光業は、体験型観光も提供するようになっている。
観光業者の行為の光と影
観光業者による、特定の場所の商業主義的な選定や、大規模な業務の展開と膨大な数の人々をその場所へ連れてゆくことは、大きな影響をその場所に引き起こす。このような現象は「観光地化」と呼ばれる。

## 観光政策

### ヨーロッパの観光政策
ヨーロッパの観光政策では観光事業と世界遺産などの歴史的建造物の保存と活用が特に着目されている。
イタリア、フランス、イギリス、アメリカ等の欧米諸国では歴史的建造物の修復や再生、旧市街地の活性化など先進的な取り組みが実施されている。

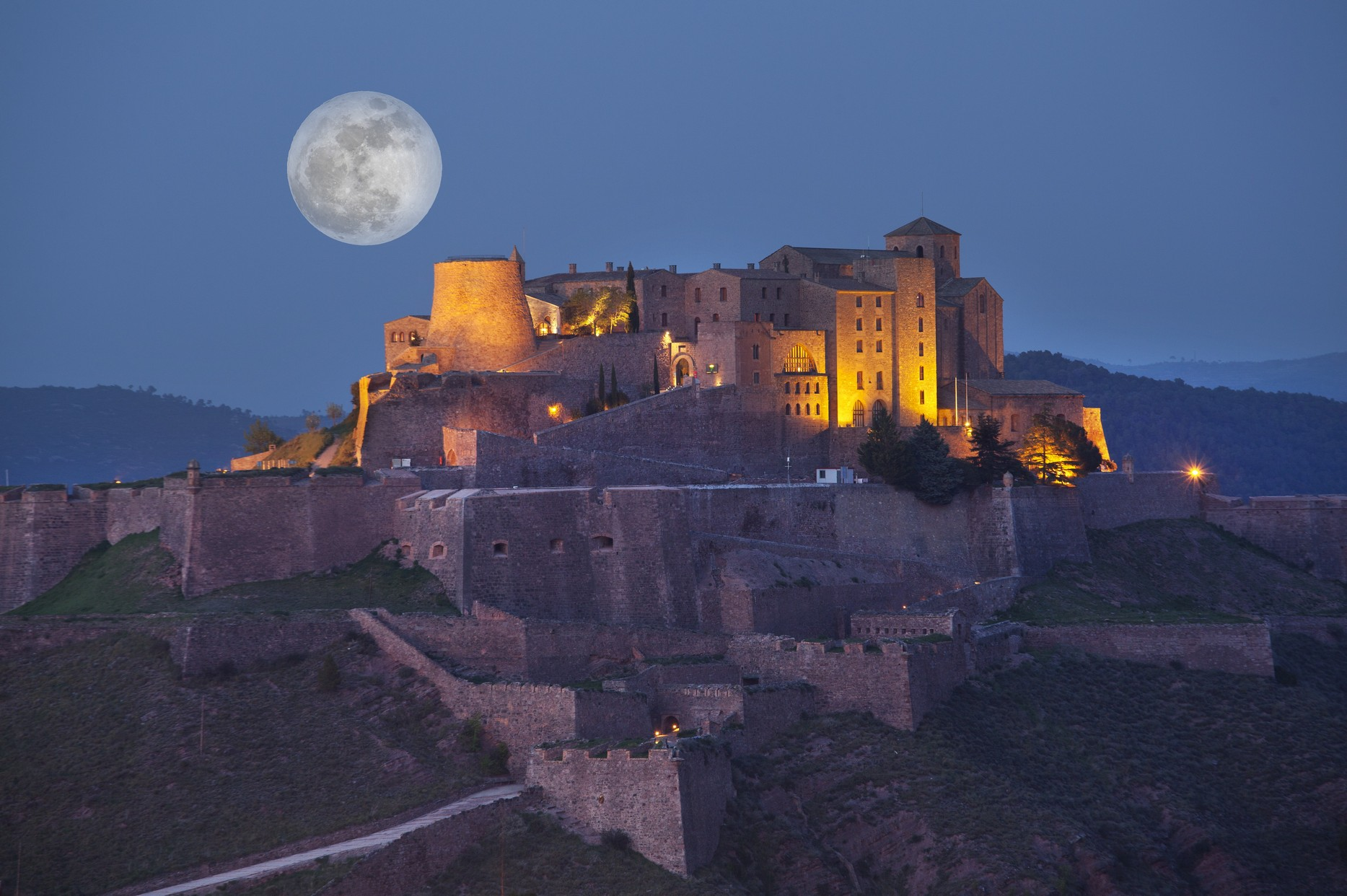
古城を改修したパラドール（2013年）

また、スペインでは観光事業に歴史的建造物の保存と活用を積極的に結びつける観光政策がとられてきた。具体的には歴史的建造物のパラドールとしての活用である。スペインでは1960年代に観光ブームがおこり増大する観光客に対応するために新築のパラドールが次々と建設された。しかし、新築のパラドールの増大は既存の歴史的建造物の中に矛盾する要素を取り込むこととなったとの問題が指摘され、1960年代に建設されたパラドールにはのちに廃止されたものも多い。その後、パラドールを設置する場合にはできる限り古い建物を活用し、芸術的価値・歴史的価値を検討し、その建物が宿泊施設として利用可能かどうか専門家委員会が判断する仕組みが導入されている。

### 日本の観光政策

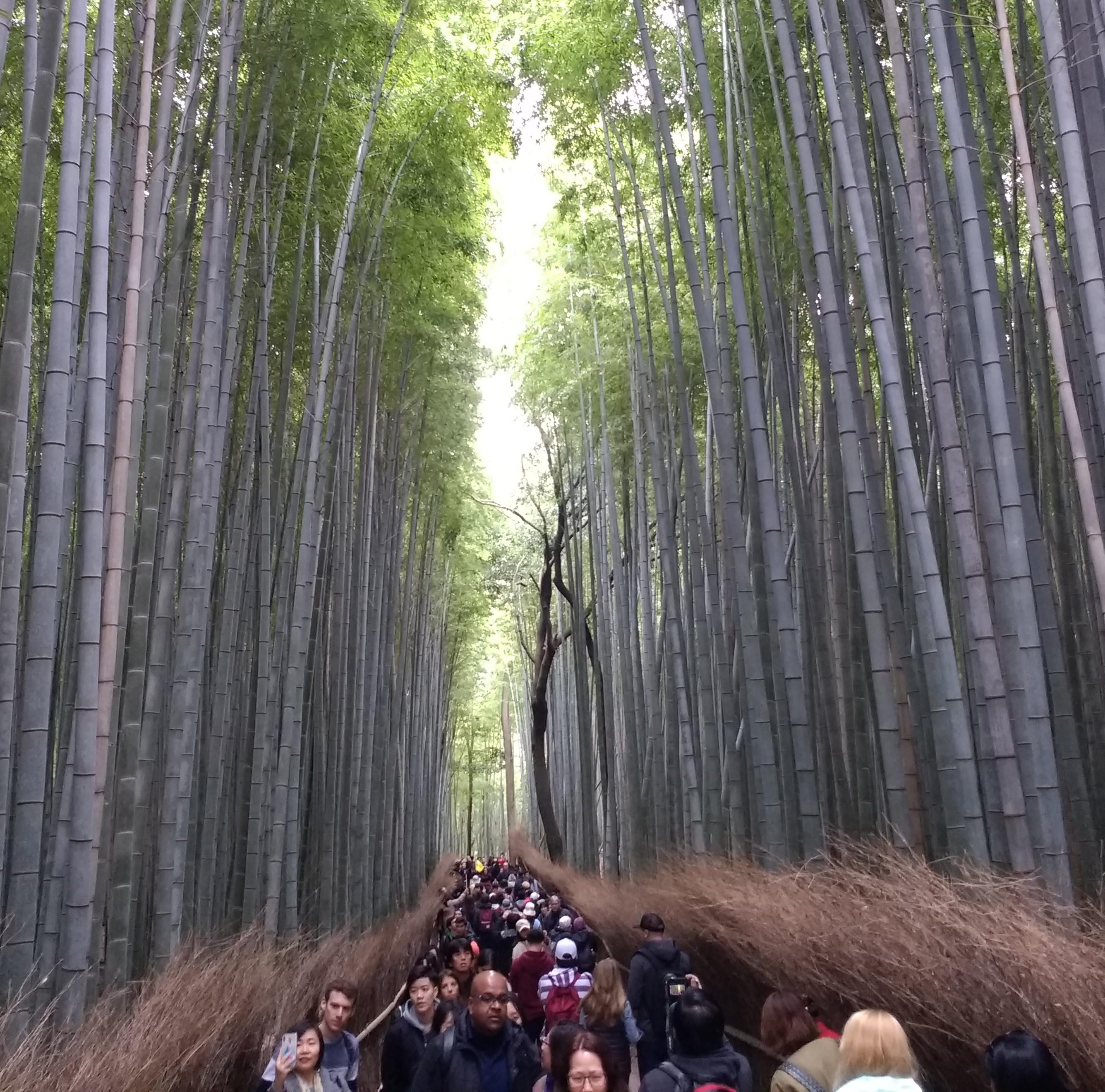
嵯峨野の竹林を観光する人々（2018年）

観光基本法（1963年）の制定に際し、法案作成の事務作業をした衆議院法制局では、観光の法的定義を試みたものの困難であると断念し、観光概念は世間で使われているものと同じ意味であるとしたと伝えられている。
1986年には、貿易摩擦を背景として、当時の運輸省が「海外旅行倍増計画（テン・ミリオン計画）」を打ち出し、日本人による海外旅行が促進された。
観光政策審議会の「今後の観光政策の基本的な方向について」（答申第39号、1995年6月2日）」では、観光の定義を「余暇時間の中で、日常生活圏を離れて行うさまざまな活動であって、触れ合い、学び、遊ぶということを目的とするもの」とし、時間・場所（空間）・目的の3つの面から規定している。
さらに、「21世紀初頭における観光振興方策について」（答申第45号、2000年12月1日）によると、「いわゆる『観光』の定義については、単なる余暇活動の一環としてのみ捉えられるものではなく、より広く捉えるべきである。」としている。
小泉内閣のもとで2003年からビジット・ジャパン・キャンペーンが始まり、2007年には観光基本法に代わり観光立国推進基本法が施行され観光立国推進基本計画が閣議決定されるなど、「観光立国」に向けた取り組みが行われるようになる。
2008年10月1日、国土交通省の外局として「観光庁」が発足し、第1種旅行業者の登録は、従来の国土交通省大臣登録から観光庁長官登録に変わった。